# Hespereburia brachypa
Hespereburia brachypa är en skalbaggsart som först beskrevs av Bates 1870.  Hespereburia brachypa ingår i släktet Hespereburia och familjen långhorningar. Inga underarter finns listade i Catalogue of Life.